# Oxira acetina
Oxira acetina är en fjärilsart som beskrevs av Felder 1874. Oxira acetina ingår i släktet Oxira och familjen nattflyn. Inga underarter finns listade i Catalogue of Life.